# رخمة العمال (يريم)

تعديل مصدري - تعديل

رخمة العمال هي إحدى قرى عزلة بني عمر بمديرية يريم التابعة لمحافظة إب، بلغ تعداد سكانها 61 نسمة حسب تعداد اليمن لعام 2004.